# میرای (غزنی)
میرای (به لاتین: Miray) یک منطقهٔ مسکونی در افغانستان است که در ولسوالی اندر واقع شده‌است. میرای ۲٬۰۶۹ متر بالاتر از سطح دریا واقع شده‌است.